# دورمونک
دورمونک، روستایی از توابع بخش صیدون شهرستان باغ‌ملک در استان خوزستان ایران است.

## جمعیت
این روستا در دهستان صیدون شمالی قرار دارد و براساس سرشماری مرکز آمار ایران در سال ۱۳۸۵، جمعیت آن زیر سه خانوار بوده‌است.